# Kyoko Hamaguchi
Kyoko Hamaguchi –en japonès, 浜口京子, Hamaguchi Kyōko– (Taito, 11 de gener de 1978) és una esportista japonesa que va competir en lluita estil lliure.
Va participar en tres Jocs Olímpics d'Estiu, obtenint en total dues medalles de bronze, en Atenes 2004 i Pequín 2008, ambdues en la categoria de 72 kg, i l'11è lloc a Londres 2012. Als Jocs Asiàtics va aconseguir tres medalles: or en Busan 2002, plata en Doha 2006 i bronze en Canton 2010.
Va guanyar 10 medalles al Campionat Mundial de Lluita entre els anys 1997 i 2010.

## Palmarès internacional
| Jocs Olímpics     | Jocs Olímpics                 | Jocs Olímpics | Jocs Olímpics |
| Any               | Lloc                          | Medalla       | Categoria     |
| ----------------- | ----------------------------- | ------------- | ------------- |
| 2004              | Atenes ( Grècia)              | 3             | Lliure 72 kg  |
| 2008              | Pequín ( R.P. de la Xina)     | 3             | Lliure 72 kg  |
| Campionat del món |                               |               |               |
| Any               | Lloc                          | Medalla       | Categoria     |
| 1997              | Clarmont d'Alvèrnia ( França) | 1             | Lliure 75 kg  |
| 1998              | Poznań ( Polònia)             | 1             | Lliure 75 kg  |
| 1999              | Boden ( Suècia)               | 1             | Lliure 75 kg  |
| 2000              | Sofia ( Bulgària)             | 3             | Lliure 75 kg  |
| 2002              | Calcis ( Grècia)              | 1             | Lliure 72 kg  |
| 2003              | Nova York ( Estats Units)     | 1             | Lliure 72 kg  |
| 2005              | Budapest ( Hongria)           | 2             | Lliure 72 kg  |
| 2006              | Canton ( R.P. de la Xina)     | 2             | Lliure 72 kg  |
| 2008              | Tòquio ( Japó)                | 3             | Lliure 72 kg  |
| 2010              | Moscou ( Rússia)              | 3             | Lliure 72 kg  |
| Jocs Asiàtics     |                               |               |               |
| Any               | Lloc                          | Medalla       | Categoria     |
| 2002              | Busan ( Corea del Sud)        | 1             | Lliure 72 kg  |
| 2006              | Doha ( Qatar)                 | 2             | Lliure 72 kg  |
| 2010              | Canton ( R.P. de la Xina)     | 3             | Lliure 72 kg  |